# دوراسيات وأشباهها
الدوراسيات الوأشباهها (الاسم العلمي: Doradoidea) هي فوق فصيلة من الأسماك يتبع رتبة سلوريات الشكل من طائفة شعاعيات الزعانف.

## التصنيف
- الموشوكيات
  - الموشوك
  - المشفهة